# Brahma (cerveza)

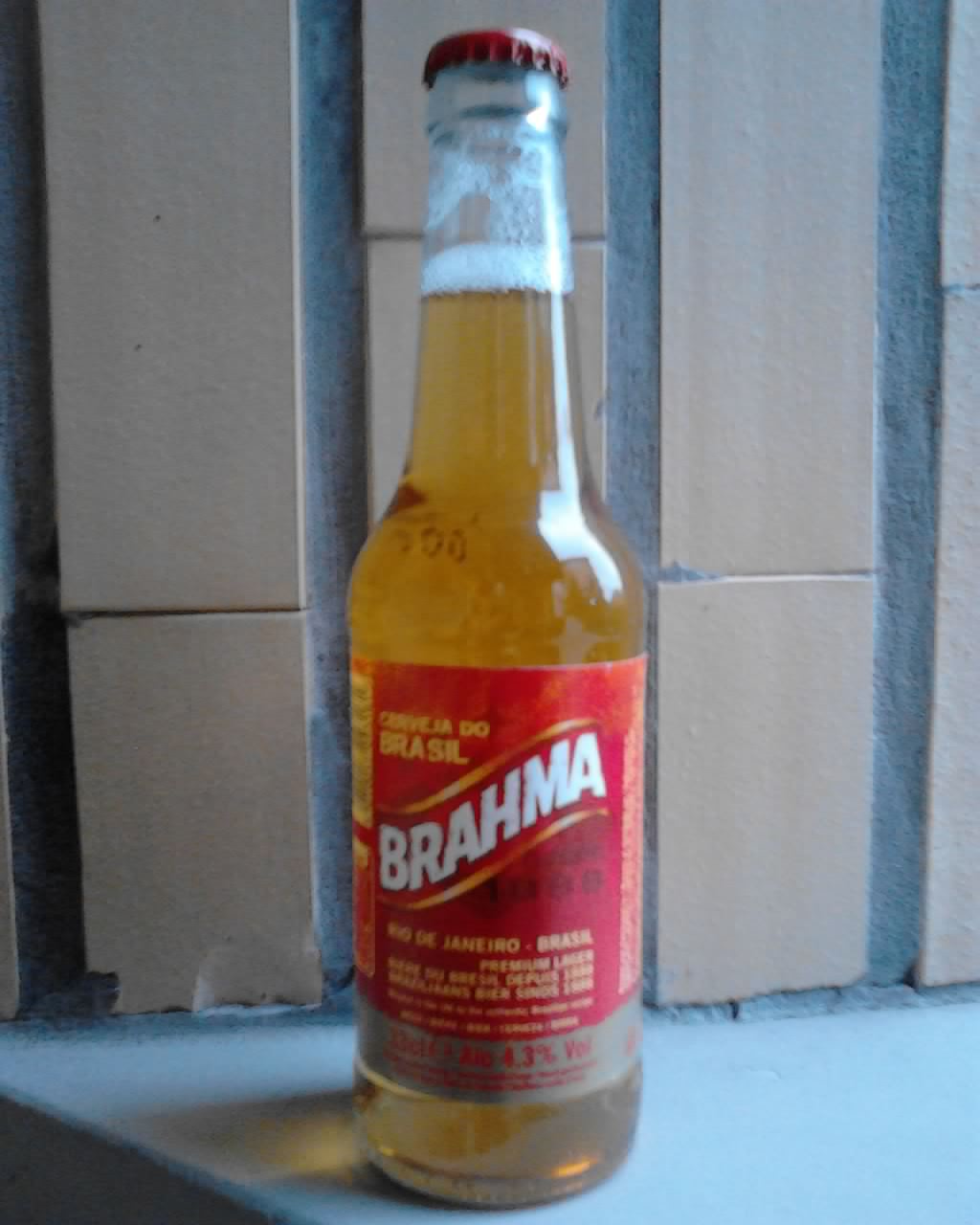
Cerveza Brahma

Brahma es una cerveza brasileña lanzada en 1888 cuando el suizo Joseph Villiger, radicado en Río de Janeiro, decidió fabricar su propia cerveza para satisfacer su exigente paladar por medio de la cervecería Manufactura de Cerveja Brahma Villiger & Companhia. Desde 1999 forma parte del portafolio de AmBev tras la fusión de Brahma y Antarctica.
En 1914, Brahma produjo su Malzbier nacional. Después de eso, la compañía comenzó a expandirse internacionalmente. La empresa compró la licencia para la distribución de la marca Germania, que después se conoció como Guanabara y fue una de las primeras cervezas brasileñas.
En 1934, Brahma lanzó la nueva tirada embotellada, Brahma Chopp, que se convirtió en su cerveza más vendida.
En 1989, Jorge Paulo Lemann, Carlos Alberto Sicupira y Marcel Telles compraron la compañía por cincuenta millones de dólares

## Productos
- Brahma Schop con espuma.

## Versiones internacionales
En Argentina es producida por la sociedad anónima Cervecería y Maltería Quilmes, situada en la Provincia de Buenos Aires.
En Paraguay es producida por Cervepar.
En Uruguay es producida por Fábricas Nacionales de Cerveza.
También se produjo en Venezuela entre 1994 y 2013 por AmBev Venezuela, previamente llamada Cervecera Nacional, adquirida en 1994 por Cervejaria Brahma do Brasil.
En Perú se comercializó desde el 2003 a tres soles por lata de cerveza, mientras que en 2007 se realizó una campaña promocional con los actores televisivos Carlos Alcántara, Miguel Barraza y Gordo Casaretto, el cual no tuvo buena acogida. Se planificó liberar una nueva marca en el país como alternativa a Brahma en 2008. Finalmente, fue separada del mercado peruano en 2021.
En Guatemala lanzan su nueva versión en Centroamérica bajo el nombre de Brahva, lanzado en 2003 en Teculután, Zacapa, como proyecto de Cervecería Rio, su principal competidor es Cerveza Gallo de Cervecería Centro Americana del Grupo Heineken International y de los Hermanos Castillo Córdova, quedando como Brahva, la segunda cerveza más importante de Guatemala. Además de que Brahva es reconocida como "la cerveza de los cuates" también tiene sus propias versiones como: Brahva Beats y Brahva Gold con malta dorada de origen alemán.